# Cinelândia
Cinelândia – stacja metra w Rio de Janeiro, w dzielnicy Cinelândia, na linii 1 i 2. Zlokalizowana jest pomiędzy stacjami Glória i Carioca. Została otwarta w styczniu 1981.